# Schwingungen
Schwingungen è il secondo album in studio del gruppo tedesco Ash Ra Tempel pubblicato dalla Ohr nel 1971.

## Il disco
Pubblicato nel 1972, Schwingungen, è il primo album del gruppo senza l'apporto di Klaus Schulze che in quegli stessi mesi era impegnato nella pubblicazione del suo primo album solista Irrlicht. Per sostituirlo Manuel Göttsching e Hartmut Enke chiamarono il batterista Wolfgang Müller.
Nella prima versione in LP dell'album, ogni facciata aveva un suo nome, Light and Darkness la prima, che consta di due brani, e Schwingungen, la seconda, con un solo brano. I nomi delle facciate, oltre a quelli dei titoli, sono riportati anche nella versione CD.

## Tracce

### LP (1972, Ohr, OMM 556.020)
Lato A
Testi e musiche di Hartmut Enke.
1. Light and Darkness – 18:40

Durata totale: 18:40
Lato B
Testi e musiche di Hartmut Enke.
1. Schwingungen – 19:00

Durata totale: 19:00

## Formazione
- Manuel Göttsching - chitarra, organo elettrico, elettronica, cori
- Hartmut Enke - chitarra, basso, elettronica
- Wolfgang Müller - batteria, vibrafono

## Altri musicisti
- Uli Popp - bonghi
- Matthias Wehler - sax
- John L. - voce, arpa, percussioni